# Building the Perfect Beast
Building the Perfect Beast es el segundo álbum de estudio del músico estadounidense Don Henley. Fue publicado el 19 de noviembre de 1984 a través Geffen Records.
El álbum alcanzó el puesto #13 en el Billboard 200 y fue certificado 3× platino por la Recording Industry Association of America (RIAA). El álbum generó cuatro sencillos que alcanzaron el top 40 en el Billboard Hot 100, incluido «The Boys of Summer», que se convertiría en una de las canciones más populares de Henley y le valió numerosos premios, incluido un premio Grammy y cuatro MTV Video Music Awards.
Para el álbum, Henley colaboró principalmente con el guitarrista Danny Kortchmar, junto con miembros de la entonces formación de Tom Petty and the Heartbreakers, quienes contribuyeron a la escritura de las canciones: el guitarrista Mike Campbell, el teclista Benmont Tench y el baterista Stan Lynch, el último de los cuales colaboraría más tarde con Henley en la composición de la canción de Eagles «Learn to Be Still», que se lanzó en su álbum en vivo Hell Freezes Over (1994). El álbum también presenta contribuciones del guitarrista de Fleetwood Mac, Lindsey Buckingham, la vocalista principal de the Go-Go's, Belinda Carlisle, y presenta contribuciones de Randy Newman, Jim Keltner, Waddy Wachtel, Pino Palladino, Steve Porcaro e Ian Wallace.

## Recepción de la crítica
El crítico de AllMusic, Vik Iyengar, describe Building the Perfect Beast como el “álbum más consistente” de Henley. El sitio web Earbuddy comentó: “Building the Perfect Beast es un álbum malo hecho de manera competente cuyos puntos altos no valen la pena para experimentar”. El crítico de Ultimate Classic Rock, Jeff Giles, describe el álbum como “casi perfecto”.

### Galardones
| Publicación   | Lista                           | Posición | Ref.  |
| ------------- | ------------------------------- | -------- | ----- |
| Rolling Stone | 100 Best Albums of the Eighties | 73       | [ 5 ] |

## Lista de canciones
| Lado uno |                                   |                                  |          |  |
| N.º      | Título                            | Escritor(es)                     | Duración |  |
| 1.       | «The Boys of Summer»              | Don Henley, Mike Campbell        | 4:49     |  |
| 2.       | «You Can't Make Love»             | Henley, Danny Kortchmar          | 3:34     |  |
| 3.       | «Man with a Mission»              | Henley, Kortchmar, J. D. Souther | 2:44     |  |
| 4.       | «You Must Not Be Drinking Enough» | Kortchmar                        | 4:42     |  |
| 5.       | «Not Enough Love in the World»    | Henley, Kortchmar, Benmont Tench | 3:54     |  |

| Lado dos |                                 |                               |          |  |
| N.º      | Título                          | Escritor(es)                  | Duración |  |
| 1.       | «Building the Perfect Beast»    | Henley, Kortchmar             | 5:01     |  |
| 2.       | «All She Wants to Do Is Dance»  | Kortchmar                     | 4:30     |  |
| 3.       | «Sunset Grill»                  | Henley, Kortchmar, Tench      | 6:19     |  |
| 4.       | «Drivin' with Your Eyes Closed» | Henley, Kortchmar, Stan Lynch | 3:37     |  |
| 5.       | «Land of the Living»            | Henley, Kortchmar             | 3:24     |  |

## Posicionamiento
| Gráfica (1985)                    | Pico de posición |
| --------------------------------- | ---------------- |
| Alemania (Offizielle Top 100)     | 28               |
| Australia (Kent Music Report)     | 4                |
| Estados Unidos (Billboard 200)    | 13               |
| Noruega (VG-lista)                | 15               |
| Nueva Zelanda (Recorded Music NZ) | 18               |
| Países Bajos (Album Top 100)      | 23               |
| Reino Unido (UK Albums Chart)     | 14               |
| Suecia (Sverigetopplistan)        | 24               |

## Certificaciones y ventas
| País                  | Certificación | Ventas    |
| --------------------- | ------------- | --------- |
| Estados Unidos (RIAA) | 3× Platino    | 3,000,000 |